# Astrócito

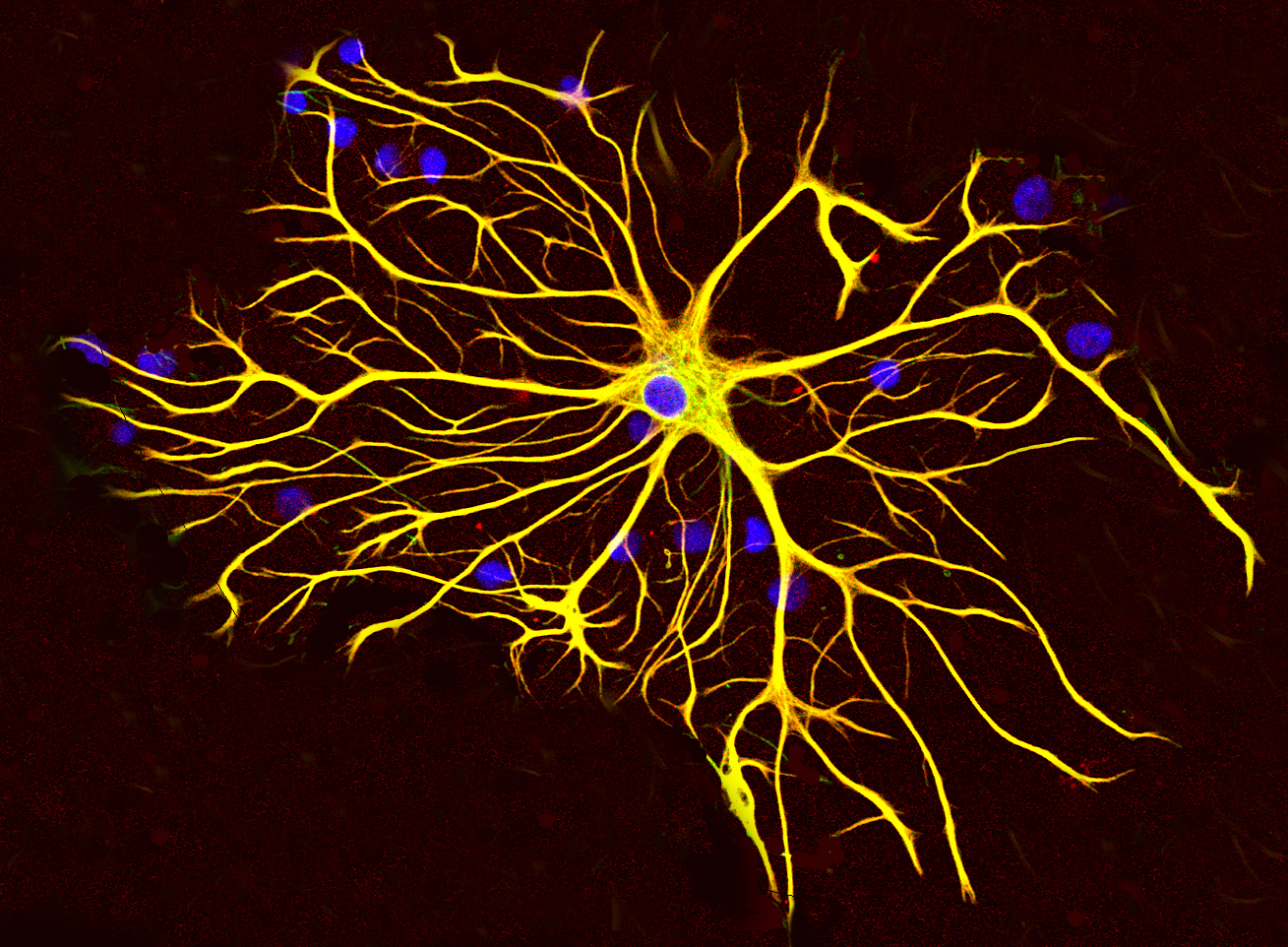
Um astrócito de rato marcado com Proteína ácida fibrilar glial (GFAP) e vimentina.

Os astrócitos são células da neuróglia, são as mais abundantes do sistema nervoso central e são as que possuem as maiores dimensões. Levam esse nome pelo seu formato (astro=estrela, cito=célula). Existem dois tipos de astrócitos: os protoplasmásticos e os fibrosos. Os primeiros predominam na substância cinzenta, e os  segundos predominam na substância branca do cérebro.
Os astrócitos, desempenham funções muito importantes, como a sustentação e a nutrição dos neurônios.
Outras funções que desempenham são:
- Preenchimento dos espaços entre os neurônios.[2]
- Regulação da concentração de diversas substâncias com potencial para interferir nas funções neuronais normais (ex.: concentrações extracelulares de potássio).[2]
- Regulação dos neurotransmissores (restringem a difusão de neurotransmissores liberados e possuem proteínas especiais em suas membranas que removem os neurotransmissores da fenda sináptica).[2]
- Dão suporte ao cérebro
- Participam da barreira hemato-encefálica, imunidade e manutenção da homeostase cerebral.

Pesquisas de meados da década de 90 mostraram que os astrócitos propagam ondas de Ca2+ intercelular através de longas distâncias quando estimulados além de, como os neurônios, liberar transmissores (chamados de gliotransmissores) através de um complexo sistema dependente de Ca2+. Há também dados que sugerem uma sinalização astrócito-neuronal através de liberação de glutamato, também dependente de Ca2+. Tais descobertas ampliaram os conceitos da neurociência sobre os astrócitos e os tornaram objeto de pesquisa tão importantes quanto os neurônios.
.

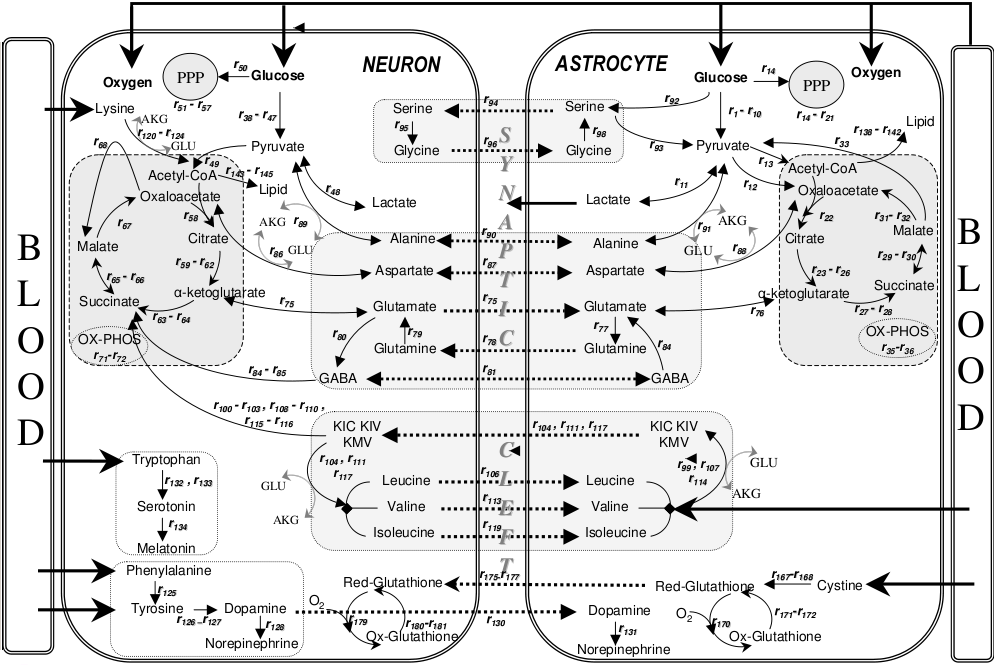
Interações metabólicas entre astrócitos e neurônios.

Estudos recentes sugerem que podem ativar a maturação e a proliferação de células-tronco nervosas adultas e ainda, que fatores de crescimento produzidos pelos astrócitos podem ser críticos na regeneração dos tecidos cerebrais ou espinhais danificados por traumas ou enfermidades.
Pensava-se que a rede neuronal cerebral era a única importante para o pensamento e aprendizagem. Mas os resultados actuais sugerem que os astrócitos podem ser tão críticos para certas funções corticais quanto os neurônios. Como a proporção entre o número de células gliais e de neurónios aumenta à medida que se consideram animais evolucionariamente mais desenvolvidos, pensa-se que as ondas de cálcio propagadas através da rede de astrócitos (dez vezes mais numerosos no cérebro do que os neurônios) poderão contribuir para uma maior capacidade de aprendizagem.

## Astrocitoma
Quando perdem a sua auto-regulação, se tornam partes de um tumor com crescimento desordenado: o astrocitoma. De forma geral, os gliomas são os tumores mais comuns do sistema nervoso central, com os astrocitomas representando a esmagadora maioria destes. Eles podem ser divididos em dois grupos: infiltrativos e não-infiltrativos. Os infiltrativos representam cerca de 80% dos tumores primários do sistema nervoso central em adultos.
Existem alguns mecanismos bem conhecidos e associados à formação dos astrocitomas, incluindo diversas anormalidades cromossômicas, mutações em enzimas, aumento na taxa de mitoses, aumento na capacidade de angiogênese e alteração nos receptores de fatores de crescimento. Todos estes mecanismos com algum tipo de tratamento, em uso clínico ou ainda em fase de testes, voltado diretamente a eles. Entretanto, novos tratamentos precisam de melhor delineamento das enzimas anormais ou das rotas metabólicas onde elas atuam, terapias voltadas diretamente para as células astrocíticas, outros aspectos do metabolismo dos astrócito (em particular dos astrocitomas), e um melhor conhecimento do microambiente do local em que o astrocitoma está localizado.
As células dos astrocitomas parecem comportar-se de forma semelhante aos astrócitos imaturos, demonstrando rotas metabólicas e glicolíticas, efluxo de lactato, alta captação de glicose (devido à expressão do GLUT3), resistência à isquemia, upregulation do HIF1α e alta presença de gap-junctions. Todas essas características estão presentes, além da ausência de neurônios, que desaparecem rapidamente na vigência de um astrocitoma. Além disso, avanços nos estudos genéticos e biomoleculares podem encontrar pontos-chave para o desenvolvimento de tratamentos altamente específicos para esta doença.

## Pesquisa
Um estudo recente mostrou que os astrócitos também desempenham um papel ativo na doença de Alzheimer. Mais especificamente, quando os astrócitos se tornam reativos, eles desencadeiam os efeitos patológicos da proteína beta-amiloide na fosforilação e deposição de tau, o que muito provavelmente levará à deterioração cognitiva.